# Morethia butleri
Morethia butleri är en ödleart som beskrevs av  Storr 1963. Morethia butleri ingår i släktet Morethia och familjen skinkar. Inga underarter finns listade i Catalogue of Life.